# Carex obscuriceps
Carex obscuriceps är en halvgräsart som beskrevs av Georg Kükenthal. Carex obscuriceps ingår i släktet starrar, och familjen halvgräs. Inga underarter finns listade i Catalogue of Life.